# Бад-Тацмансдорф
Бад-Тацмансдорф (нем. Bad Tatzmannsdorf, венг. Tarcsafürdő, хорв. Tarča) — община (нем. Gemeinde) в Австрии, в федеральной земле Бургенланд.
Входит в состав округа Оберварт. Площадь общины составляет 11,62 км², население — 1600 человек (1 января 2021), плотность населения — 139 чел./км². Официальный код — 1 09 01.
 Адрес муниципального управления: 7431 Bad Tatzmannsdorf.
До 1921 года, как и вся территория нынешнего Бургенланда, входил в состав Венгрии.
Приставка «Bad», появившаяся в 1926 году, указывает на наличие курорта с минеральными водами. В городе находятся несколько термальных источников минеральных вод, используемых с XVII века.
Бад-Тацмансдорф находится на железнодорожной линии Оберварт — Обершютцен, используемой в настоящее время только в туристических целях. В городе также есть несколько небольших музеев: радио, хлеба, курортный (Kurmuseum) и музей деревенской жизни на открытом воздухе (Freilichtmuseum).

## Демография
| Год  | Численность |
| ---- | ----------- |
| 1869 | 921         |
| 1889 | 977         |
| 1890 | 993         |
| 1900 | 959         |
| 1910 | 861         |
| 1923 | 832         |
| 1934 | 916         |
| 1939 | 901         |
| 1951 | 847         |
| 1961 | 892         |
| 1971 | 1052        |
| 1981 | 1092        |
| 1991 | 1134        |
| 2001 | 1316        |
| 2011 | 1366        |
| 2021 | 1600        |

## Политическая ситуация
Бургомистр общины — Эрнст Карнер (АНП) по результатам выборов 2007 года.
Совет представителей общины (нем. Gemeinderat) состоит из 19 мест.
- АНП занимает 10 мест.
- СДПА занимает 6 мест.
- АПС занимает 3 места.

## Внешние ссылки
- Официальная страница
- Железная дорога Оберварт-Обершютцен. Архивировано из оригинала 7 января 2009 года.